# ونیز بچ
«ونیز بچ» (به انگلیسی: Venice Bitch) تک‌آهنگی از خواننده و ترانه‌سرای آمریکایی لانا دل ری است. این ترانه در ۱۸ سپتامبر ۲۰۱۸ به‌عنوان دومین تک‌آهنگ از ششمین آلبوم استودیویی‌اش، نورمن فاکینگ راک‌ول! (۲۰۱۹) ازطریق پالیدور رکوردز و اینترسکوپ رکوردز منتشر شد. این ترانه توسط دل ری و جک آنتونوف نوشته و تهیه شده‌است.